# Portale Open Data dell'UE
Il portale Open Data dell'UE è il punto di accesso ai dati aperti pubblicati dalle istituzioni, le agenzie e gli altri organismi dell'UE. È possibile utilizzare e riutilizzare tali informazioni a fini commerciali o non commerciali. 
Il portale è uno strumento chiave della strategia sugli open data dell'UE. Garantire un accesso ai dati facile e gratuito contribuisce al loro uso innovativo e ne mette a disposizione il potenziale economico. Il portale è progettato anche per rendere le istituzioni e gli altri organismi dell’UE più trasparenti e responsabili.

## Base giuridica e lancio del portale
Nato nel dicembre 2012, il portale è stato formalmente istituito con decisione della Commissione del 12 dicembre 2011 (2011/833/UE) relativa al riutilizzo dei documenti della Commissione per promuovere l'accessibilità e il riutilizzo.
In base a questa decisione, tutte le istituzioni dell’UE sono invitate a pubblicare sul portale le informazioni di tipo "open data" e renderle accessibili ai pubblico ogniqualvolta ciò sia possibile.
La gestione operativa del portale è affidata all'Ufficio delle pubblicazioni dell'Unione europea. L'attuazione della politica in materia di dati aperti dell'UE spetta invece alla direzione generale  "Reti di comunicazione, contenuti e tecnologie" della Commissione europea (DG CNECT).

## Caratteristiche
Il portale consente agli utenti di cercare, esplorare, rinviare, scaricare e riutilizzare facilmente dei dati a fini commerciali o non commerciali, attraverso un catalogo di metadati comuni. A partire dal portale, gli utenti accedono ai dati pubblicati sui siti web delle varie istituzioni, agenzie e organismi dell'UE.Le tecnologie semantiche offrono nuove funzionalità. Le ricerche sul catalogo dei metadati possono essere effettuate mediante un motore di ricerca interattiva (Data Tab) e attraverso queries [SPARQL] (Linked data tab).
Gli utenti possono richiedere i dati eventualmente mancanti sul portale mediante un apposito modulo, nonché inviare commenti sulla qualità dei dati ottenibili.
L'interfaccia è disponibile nelle 24 lingue ufficiali dell'UE, ma la maggior parte dei metadati sono attualmente forniti in un numero limitato di lingue (inglese, francese e tedesco). Alcuni dei metadati (ad esempio i nomi dei fornitori di dati, la copertura geografica) sono disponibili in 24 lingue.

## Condizioni d'uso
Alla maggior parte dei dati accessibili attraverso il portale Open Data si applicano le note legali del sito EUROPA. In generale, i dati possono essere riutilizzati gratuitamente, a fini commerciali e non commerciali, a condizione di citarne la fonte. Un piccolo numero di dati è soggetto a condizioni specifiche sul riutilizzo, la maggior parte delle quali hanno a che fare con la protezione della privacy e della proprietà intellettuale. Un link a queste condizioni è presente sulle pagine relative ai dati interessati.

## Dati disponibili
Il portale contiene una gamma molto ampia di dati aperti di elevato valore relativi ai vari settori d'intervento dell'UE, la cui importanza è stata confermata dalla Carta dei dati aperti del G8. Tra i settori figurano l'economia, l'occupazione, le scienze, l'ambiente e l'istruzione.
Finora circa 70 tra istituzioni, organismi o servizi dell'UE (ad es. Eurostat, l’Agenzia europea dell’ambiente, il Centro comune di ricerca e altre direzioni generali della Commissione europea e agenzie dell'UE) hanno messo a disposizione un totale di oltre 13 000 dataset.

Il portale presenta anche una galleria di applicazioni sviluppate (dalle istituzioni e dagli organismi dell'UE - indicate con la bandiera dell’UE - o da terzi) riutilizzando i dati aperti dell'UE. Le applicazioni vengono visualizzate sia per il loro valore informativo sia per fornire esempi delle potenziali applicazioni basate sui dati aperti.

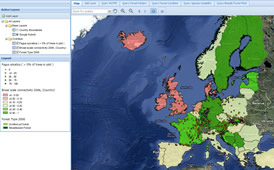
Un esempio di applicazione web che riusa gli Open Data dell'Unione Europea: il visualizzatore di mappe dell'EFDAC consente di visualizzare, scorrere e interrogare le mappe e i set di geodati derivati contenuti nell'EFDAC e prodotti dal Centro comune di ricerca.

## Architettura del portale
Il portale si basa su soluzioni open source quali il sistema di gestione dei contenuti Drupal e CKAN, il software per cataloghi di dati sviluppato dalla Open Knowledge Foundation. Utilizza Virtuoso come una banca dati RDF e ha un endpoint SPARQL.
Il catalogo di metadati applica standard internazionali tra cui: Dublin Core, il vocabolario per cataloghi dati DCAT e l'Asset Description Metadata Schema ADMS.